# Live 8 Eden Project
Il 2 luglio 2005, uno dei concerti del Live 8 si è tenuto all'Eden Project, nella contea della Cornovaglia, in Inghilterra. L'evento è stato soprannominato "Africa Calling", ma era conosciuto anche come "LIVE 8: Africa Calling" o "Africa Calling: LIVE 8 presso l'Eden Project".
L'evento è stato avviato dall'Amministratore delegato della "Eden Project", Tim Smit come un elemento essenziale della manifestazione a livello mondiale e in risposta alle critiche per l'assenza di artisti africani negli altri nove concerti. È stato progettato, organizzato e gestito dallo Staff dell'Eden guidato da Howard Jones (direttore di reti umane, Eden Project) e il coinvolgimento di artisti è stato coordinato da Peter Gabriel. In un primo momento non era parte degli eventi del Live 8. Gabriel successivamente contattò Bob Geldof, uno dei principali organizzatori del Live 8, e il concerto "Africa Calling" entrò a far parte degli 8 eventi Live.
Il concerto è stato trasmesso in diretta sulla rete interattiva/digitale BBC. Un DVD di 130 minuti di "Live8: Africa Calling" è stato messo in commercio il 25 ottobre 2005.

## Artisti in ordine di apparizione
Palcoscenico a cielo aperto
Maestri di Cerimonia: Peter Gabriel & Johnny Kalsi
- 1.00-1.20pm :   Ayub Ogada & Uno
- 1.40-2.20pm :   Mariza
- 2.45-3.30pm :   Thomas Mapfumo & The Blacks Unlimited
- 3.45-4.00pm :   Coco Mbassi
- 4.20-4.45pm :   Modou Diouf & O Fogum
- 5.15-5.55pm :   Youssou N'Dour ¹ ² ³ e Le Super Étoile de Dakar (duetto con Dido ¹ ³)
- 6.10-6.25pm :   Geoffrey Oryema
- 6.45-7.25pm :   Angélique Kidjo
- 7.45-8.30pm :   Tinariwen
- 8.55-9.30pm :   Kanda Bongo Man
- 10.00-10.40pm : Daara J
- 10.40-11.00pm : Finale

Palcoscenico Bioma
- 1.20-1.40pm :   Chartwell Dutiro
- 2.20-2.45pm :   Maryam Mursal (Prima Esecuzione)
- 3.30-3.45pm :   Maryam Mursal (Seconda Esecuzione)
- 4.00-4.20pm :   Shikisha
- 4.45-5.15pm :   Siyaya
- 5.55-6.10pm :   Emmanuel Jal
- 6.25-6.45pm :   Coco Mbassi
- 7.25-7.45pm :   Ayub Ogada
- 7.50-8.05pm :   Chartwell Dutiro
- 8.30-8.55pm :   Frititi
- 9.30-10.00pm:   Akim El Sikameya

L'attrice e Ambasciatrice di Buona Volontà Angelina Jolie ha fatto un'apparizione speciale nello show.
¹ Anche esibito al Salone di Parigi il 2 luglio 2005
² Anche esibito alla mostra Edimburgo il 6 luglio 2005
³ Eseguita anche presso il concerto Live 8, Regno Unito